# Equació de Black
L'equació de Black és un model matemàtic que estima el temps mitjà d'operació entre fallades (en anglès, model for the mean time to failure; MTTF) d'un circuit semiconductor a causa de la electromigració, un fenomen d'agitació molecular de l'estat sòlid en presència d'un camp electromagnètic. L'equació dona el temps mitjà abans de la fallada d'un circuit conductor a causa d'un dany causat per l'electromigració, segons la temperatura i la densitat del corrent elèctric.
Es pot utilitzar per extrapolar la vida útil dels circuits conductors en circuits integrats, que han estat provats sota la influència de l'augment de la temperatura i l'augment de la densitat de corrent.
L'equació rep el nom de l'americà J. R. Black. En un treball de 1967, Black presenta els resultats de les seves observacions sobre les fallades de les pistes de circuits microelectrònics. Aquests resultats prenen la forma d'una equació empírica que permet estimar la MTTF d'una pista:
{\displaystyle MTTF=Awj^{-n}e^{\left({\frac {Q}{kT}}\right)}}
sent:
- {\displaystyle MTTF}, temps mitjà d'operació entre fallades (en anglès, model for the mean time to failure ; model del temps mitjà al fracàs)
- {\displaystyle A}, una constant,
- {\displaystyle j}, la densitat de corrent,
- {\displaystyle n}, un paràmetre del model,
- {\displaystyle Q}, l'energia d'activació (en eV),
- {\displaystyle k}, la constant de Boltzmann,
- {\displaystyle T}, la temperatura en K,
- {\displaystyle w}, l'amplada del fil metàl·lic.

L'exponent n depèn de la densitat de corrent emprada, la temperatura (principalment el gradient de temperatura), la geometria de la pista del conductor i del material de la pista del conductor. A la literatura es troben valors entre 1 i 7; en la forma original de l'equació publicada per Black, n = 2.
El model és abstracte, no està basat en un model físic específic, però descriu de manera flexible la dependència de la taxa de fallada amb la temperatura, la tensió elèctrica a la qual se sotmet al material, i la tecnologia concreta. Sent un model més descriptiu que predictiu, els valors d' {\displaystyle A}, {\displaystyle n} i {\displaystyle Q} s'obtenen mitjançant ajust de les dades experimentals.
La utilitat del model resideix en la seva capacitat de relacionar dades preses sota condicions extremes de temperatura i tensió en breus períodes amb les taxes de fallada esperables sota condicions habituals de funcionament. Les dades s'obtenen sotmetent al material a proves a alta temperatura.

## Aplicacions
Els circuits integrats han de poder funcionar de forma fiable durant anys o fins i tot dècades. Si és possible, els ordinadors disponibles al mercat haurien de funcionar durant 40.000-60.000 hores, fins i tot més de cent mil hores al sector militar. Per tant, no té sentit provar-los en condicions de funcionament i esperar que falli una part estadísticament significativa de les mostres. Per tal d'obtenir informació útil sobre la vida limitada per l'electromigració en el menor temps possible, els experiments es realitzen en condicions d'acceleració. Això s'aconsegueix augmentant la densitat de corrent i la temperatura ambiental. Els valors típics de la temperatura són de 175 a 300 °C i de la densitat de corrent j = 10⁶  A / cm ²  - 10 7  A / cm ². Aquesta combinació d'estrès redueix els temps de fallada d'anys a setmanes o fins i tot dies. La vida útil en condicions de funcionament normals es pot extrapolar segons l'equació de Black.

Imatge d'una secció d'un circuit integrat
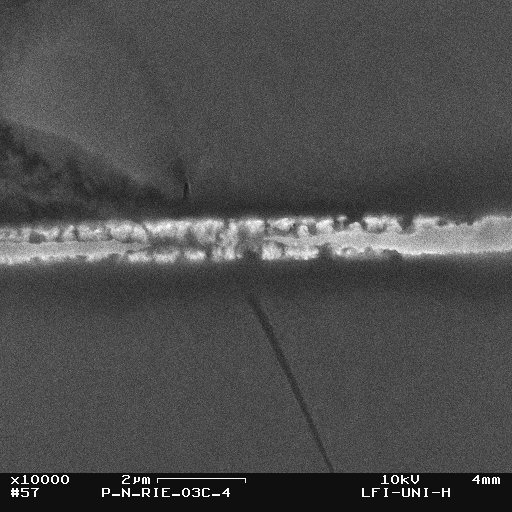
Imatge d'un microscopi electrònic de rastreig d'un error causat per l'electromigració en una interconexió de coure. La passivació va ser prèviament eliminada per RIE i àcid fluorhídric

La determinació del criteri de fallada representa una dificultat addicional; es pot triar una fallada total de la línia, un cert canvi de resistència o un curtcircuit de dues línies adjacents.